# Микола Джеря
«Мико́ла Дже́ря» — соціально-побутова повість українського письменника Івана Нечуя-Левицького, присвячена Миколі Лисенку. Твір було написано у 1876 році та видано в 1878.
Повість оповідає про поневіряння кріпака Миколи Джері, який, виступаючи проти несправедливості, тікає зі свого села, покинувши родину.

## Сюжет
У мальовничому селі Вербівка живе господар Петро Джеря з дружиною Марусею. Їхній син Микола — вродливий мрійливий хлопець, гордість родини. Він закохується в бідну дівчину Нимидору, яка служить наймичкою на хуторі. Проте мати проти їхніх стосунків, вона прагне одружити сина з заможною Варкою. Наперекір Марусі, Микола твердо вирішує одружитися саме з Нимидорою. Петро схвалює його рішення, та на заваді стає умова пана: той дозволяє забрати дівчину на проживання в Вербівку лише якщо з Вербівки якась дівчина перейде жити в його село Скрипчинці. На щастя, один хлопець звідти одружується з дівчиною із Вербівки. Слідом одружуються Микола та Нимидора, влаштувавши велике весілля.
Ходячи на панщину до пана Бжозовського, Микола задумується, що це несправедливо, що кріпацтво робить бідних ще біднішими. Він іде з батьком працювати на власному полі, через що свариться з панським осавулом, який наказує побити різками всіх, хто працював того дня на себе. Згодом осавул, женучи селян на панщину, б'є Нимидору, Микола задумує помститися йому, потай підпалює панські скирти.
Микола все більше думає про несправедливість. Мати радить йому піти молитися до Києва, але Микола відповідає, що коли Бог є, то він вочевидь покровитель панів. Бжозовський зауважує бунтівні схильності Миколи та погрожує віддати його в москалі. Маруся закликає сина скоритися, але той підбурює кріпаків показати панові, що він їм не указ. Частина чоловіків утікає та наймається працювати на цукровий завод у Стеблові (батьківщині автора). Бжозовський розшукує втікачів, тоді вони вночі вислідковують осавулу в заїзді та б'ють його, а панові доводиться тікати.
Розуміючи, що лишатися в Стеблові небезпечно, бунтарі йдуть на Чернігівщину, де наймаються на цукровий завод скупого Бродовського. Миколин товариш, Петро Кавун, після втечі і звідти хворіє та помирає в дорозі, відмовляючись від сповіді, бо вважає попів спільниками панів. Решта продовжують шукати кращої долі та зустрічають бурлаку Андрія Корчака. Він веде їх працювати до кращого пана, де вдається заробити грошей. Потім Микола з товаришами, очолювані Андрієм, дістаються до Бессарабії. Тамтешні пани охоче наймають гостей. За місцевим законом, новоприбулим дають прізвища померлих кріпаків. Отож, втікачі отримують прізвище Посмітюхів. Вони успішно працюють рибалками, але Микола дедалі більше сумує за родиною.
Отримавши від отамана Ковбаненка гроші за свою роботу, Андрій з товаришами святкують в шинку. Та невдовзі Андрій попадається на крадіжці, його схоплюють поліцаї та шукають решту бурлаків. Боячись, що його справжня особа викриється, Микола переховується завдяки отамановій дочці Мокрині. Невдовзі Мокрина освідчується йому в коханні.
Тим часом Нимидора вже багато років не знає що з її чоловіком. Маруся помирає, а Миколина дочка Любка виростає і незадовго після 16-и років виходить заміж. Нимидора все ще чекає на повернення чоловіка, він ввижається їй у химерних снах. Коли надходить новина про скасування панщини, Нимидора сподівається, що тепер Микола повернеться, але помирає, так і не дізнавшись його долю.
Микола свариться з Ковбаненком, а тоді тікає з Мокриною і через рік вони одружуються. Але Бжозовський не покинув пошуків своїх кріпаків-утікачів і врешті йому вдається спіймати їх усіх. Миколу з рештою кидають до в'язниці, проте потім відпускають, оскільки кріпацтво вже скасоване. Через 20 років після втечі Микола повертається додому. Він дізнається, що з його родини в живих лишилася тільки дочка Любка, але вона не рада зустрічі. Свій вік Микола Джеря доживає, працюючи на пасіці, де розповідає про свої поневіряння.

## Провідний мотив
Іван Нечуй-Левицький зобразив головного героя повісті, Миколу Джерю, людиною твердою у своїх вчинках, вірною товариству та селянству. Микола не отримує за свої поневіряння слави чи матеріальної нагороди, його нагорода полягає в тому, що він попри всі втрати почувається чесним із самими собою. Він не зрадив своїм принципам, і навіть у глибокій старості лишається в душі бунтарем. Адже попри скасування кріпацтва проблема несправедливості лишається. Письменник написав повість через 17 років після того, як кріпацтво було скасоване, тож вона слугує не тільки коментарем на тему закріпачення, а й соціальної нерівності взагалі. Експлуатовані та експлуататори показані не просто як два різних світи, яким не зрозуміти одне одного, а як дві соціальні системи, які не можуть співіснувати. Джеря схвалює рівну, справедливу відплату гнобителям, присікає бажання своїх товаришів вчиняти грабіж.
Водночас автор засуджує втечу Миколи з села. Без бунтарів воно лишається беззахисним проти панського свавілля; дружина та дочка зостаються на самоті, навіть пропри те, що образ Нимидори постійно спливав у пам'яті Миколи.

## Історія написання та видання

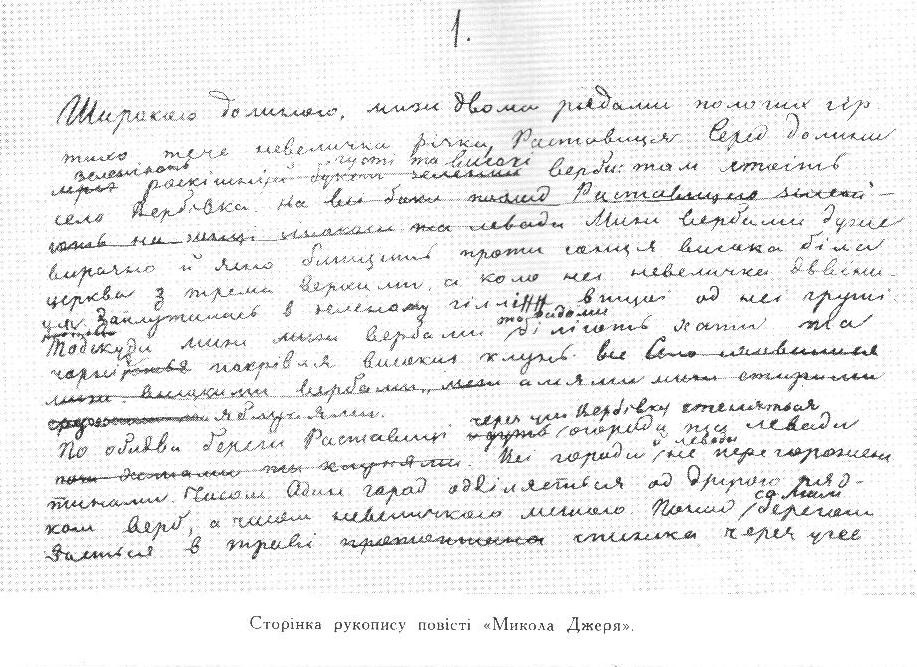
Сторінка рукопису повісті «Микола Джеря»

У листі до Олександра Кониського Нечуй-Левицький згадував, що писав повість «Наймит Яріш Джеря», яку загубив за кордоном. Невідомо чи була це рання версія «Миколи Джері» або ж окремий твір. Текст уже достеменно «Миколи Джері» Нечуй-Левицький надіслав на публікацію до Львова, в редакцію «Правди», де вона вперше і вийшла в світ. Письменник видавав твір саме там, розуміючи, що в умовах загострення цензурних утисків повість не буде допущена до друку в Росії. Набірний рукопис i верстка першого варіанту твору не збереглися, відомі тільки готові примірники.
У 1880 році Нечуй-Левицький подав відбиток першого видання з «Правди» до Головного управління в справах друку в Петербурзі. Цензура не дозволила друкувати повість, посилаючись на те, що текст «Миколи Джері» не відповідав нормам правопису. Переписавши твір із дотриманням усіх правописних вимог, у 1881 році Нечуй-Левицький надіслав текст удруге. Петербурзький цензурний комітет 19 березня 1882 року зробив висновок про можливість «дозволити повість до друку з деякими вилученнями». Проте твір вийшов не окремим виданням, а в альманасі «Рада» Михайла Старицького в 1883 році. Цензори просто видалили всі проблемні місця з тексту. У 1886 році письменник знову надіслав повість (відбиток із «Правди») до Київського цензурного комітету. Начальник Головного управління у справах друку наклав заборону на видання цього варіанту «Миколи Джері» в Російській імперії.
Лише в 1892 році у Львові, за сприяння редакції газети «Діло» у серії «Бібліотека найзнаменитіших повістей», повість «Микола Джеря» вийшла окремою книжкою. Авторові довелося піти на поступки. Було скорочено і переписано всі місця, де Нечуй-Левицький викривав духовенство та церкву чи висловлював своє ставлення до церкви та попівства.
Щоб видати твір у Росії українською мовою, письменник скоротив описи, усунув деякі подробиці, пом'якшив своє ставлення до церкви. Публікації не вдавалося домогтися аж до 1898 року, коли текст все ж отримав схвалення Головного управління в справах друку з огляду на те, що Нечуй-Левицький тоді вже був знаменитим автором. Це видання повісті вийшло в 1899 році в Петербурзі у складі першого тому творів письменника «Повісті й оповідання». Проте письменник і далі продовжував працювати над текстом «Миколи Джері», не покидаючи наміру видати твір окремою книжкою без цензурних правок.
У березні 1900 року повість (відбиток із «Правди») знову була надіслана у київську цензуру, однак відхилена Петербурзьким цензурним комітетом. Після цього письменник більше не намагався друкувати її окремим виданням. Останнє прижиттєве видання вийшло 1909 року у складі першого тому «Повістей й оповідань». Ця версія отримала поділ на 8 розділів замість 6-и, як раніше. Також Нечуй-Левицький виправив друкарські помилки, невдалі вислови тощо. У виданні 1909 року проставлена дата написання твору — «1876 року, 1 генваря». На титульній сторінці вперше стояло прізвище «Іван Нечуй-Левицький».
Після смерті Нечуя-Левицького повість «Микола Джеря» видавалась понад 30 разів. Крім української, вона виходила російською мовою в Харкові (1929) та Москві (1956). Аж до 1965 року це були зацензурені версії, поки у 3-му томі «Зібрання творів у десяти томах», вона не вийшла повністю, як того і прагнув письменник.
До нашого часу зберігся чорновий автограф повісті, який знаходиться у відділі рукописів Національної бібліотеки України імені В. І. Вернадського (ф. 1, № 7435).
У 1985-му році повість було перекладено англійською.

## Екранізація
- 1926 — «Микола Джеря», знята Йосипом Роною і Марком Терещенком.
- 2019 року розпочалися зйомки фільму «Джеря» від режисерки Ірини Павило, за підтримки Українського культурного фонду.

## Вплив на масову культуру
У книзі Олександра Ірванця «Харків 1938» імена Миколи Джері та Хариті викостані як загальна назва (nomen appellativum), символ для молодіжної організації УРСР. Для дівчат та хлопців існують процедури ініціації, відомі як «харитизація» та «джеризація». Ці процеси, які є свого роду громадсько-політичним вступом в доросле життя для 12-річних дітей, названі на честь літературних героїв. Хлопці проходять її таємно, а дівчата — публічно надрізаючи пальця серпом.